# Chrysops fairchildi
Chrysops fairchildi är en tvåvingeart som beskrevs av Philip 1955. Chrysops fairchildi ingår i släktet Chrysops och familjen bromsar. Inga underarter finns listade i Catalogue of Life.